# 科英布拉旧主教座堂
科英布拉旧主教座堂（葡萄牙語：Sé Velha de Coimbra）是自收复失地运动以来葡萄牙唯一保存完好的罗曼式主教座堂（波尔图、布拉加和里斯本的主教座堂后来都经过改建），兴建于1139年奥里基战役之后，葡萄牙伯爵阿方索·恩里克斯宣布为葡萄牙国王，定都科英布拉。第一任科英布拉伯爵大卫安葬在此主教座堂。

## 历史
自5世纪，科英布拉就是主教驻地。1139年奥里基战役之后，阿方索·恩里克斯决定出资建造主教座堂。1185年，葡萄牙第二任国王桑乔一世已经在主教座堂加冕。1200年代建筑基本完成，只有回廊建于1218年，阿方索二世在位时期。 
这座罗曼式主教座堂的建筑师罗伯特同时也负责建造里斯本主教座堂，定期访问科英布拉。
在16世纪，主教座堂的小堂、通廊的墙壁和柱子贴上了瓷砖，北立面兴建了宏伟的Porta Especiosa，后殿的南侧小堂重建为文艺复兴风格。然而，罗曼式的基本架构原封未动。1772年，庞巴尔侯爵将耶稣会驱逐出葡萄牙之后，主教座堂迁往风格主义的耶稣会教堂，即科英布拉新主教座堂。

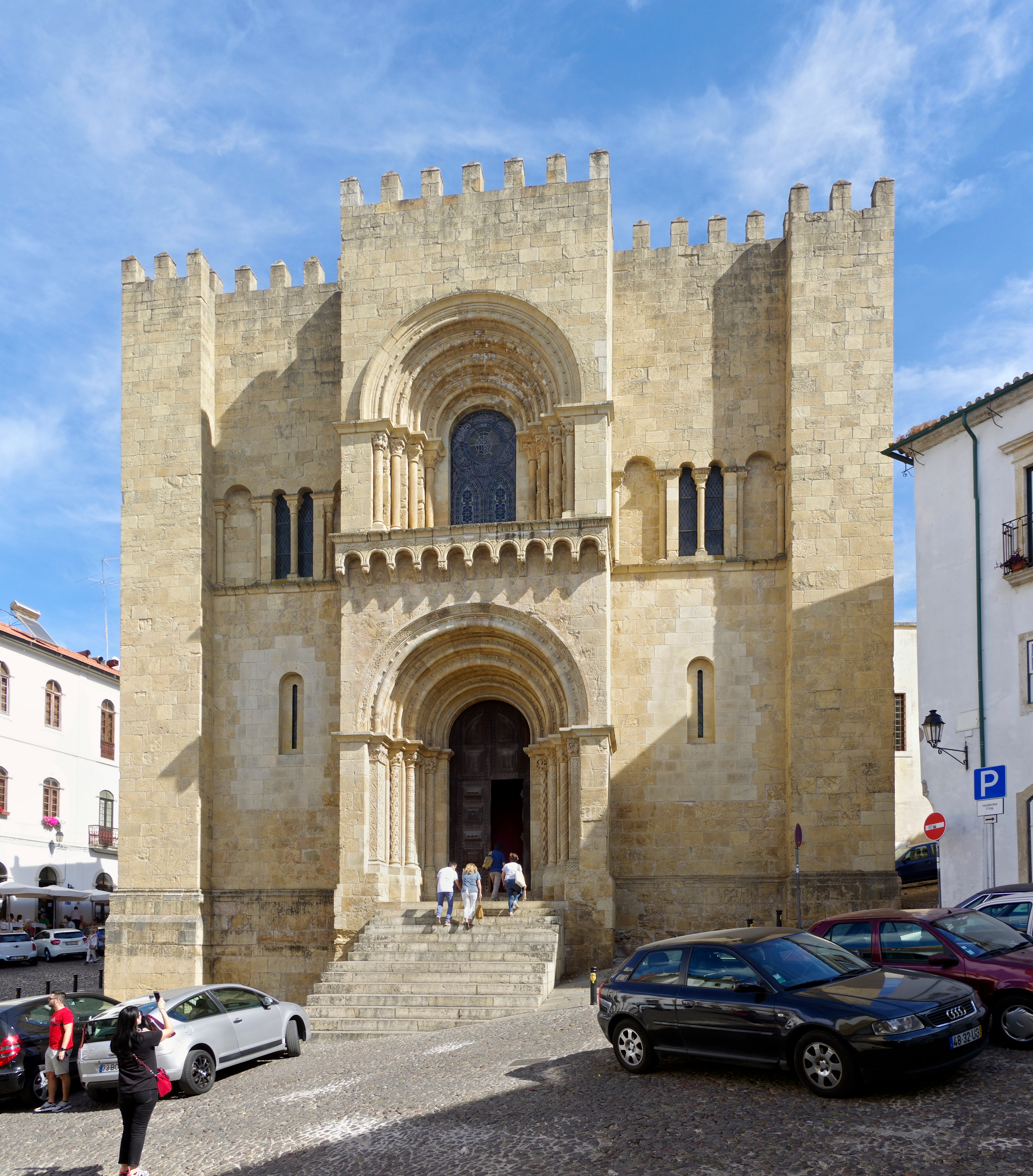
西立面

科英布拉旧主教座堂 - Sé Velha de Coimbra
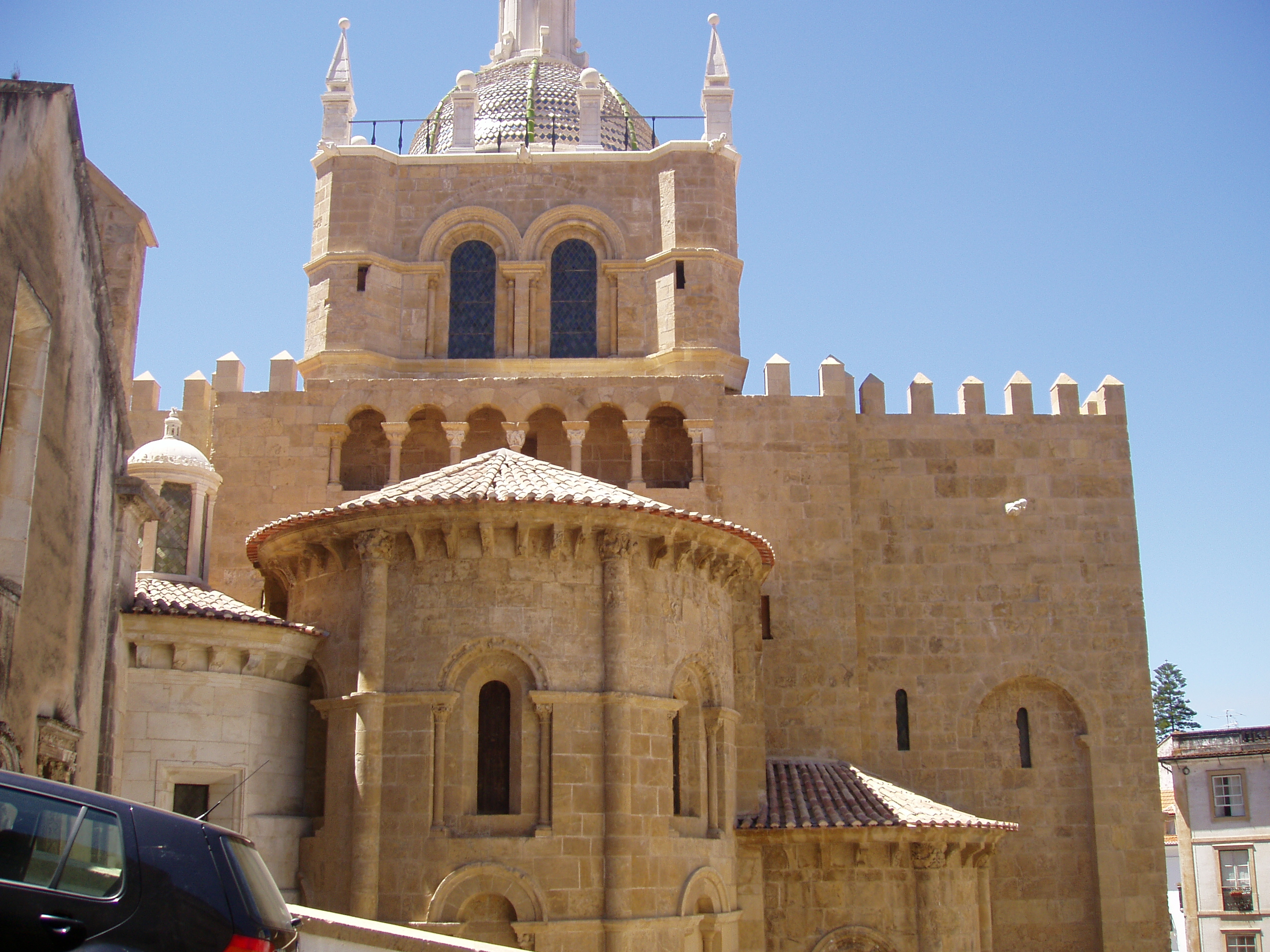
东立面
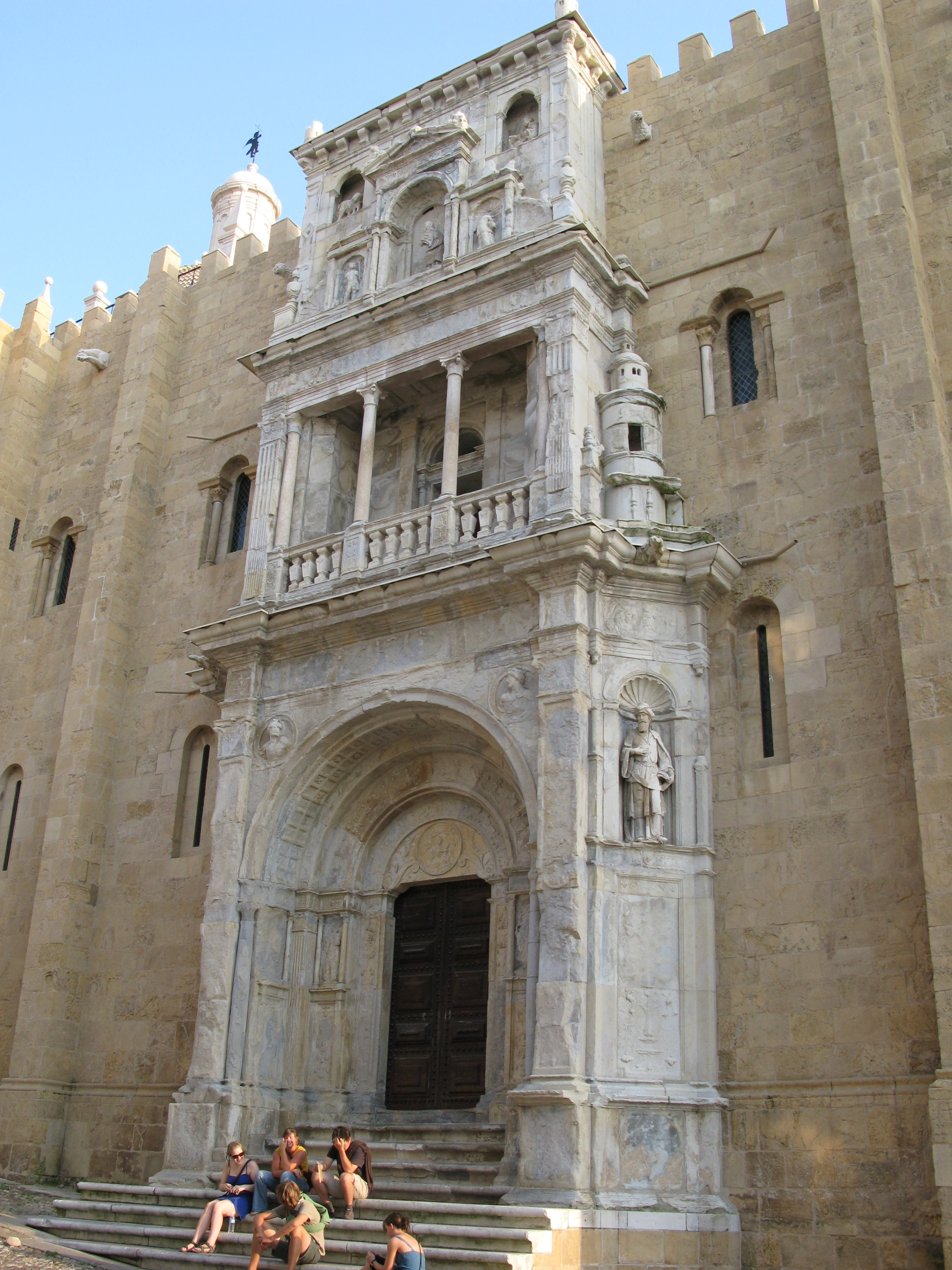
北立面
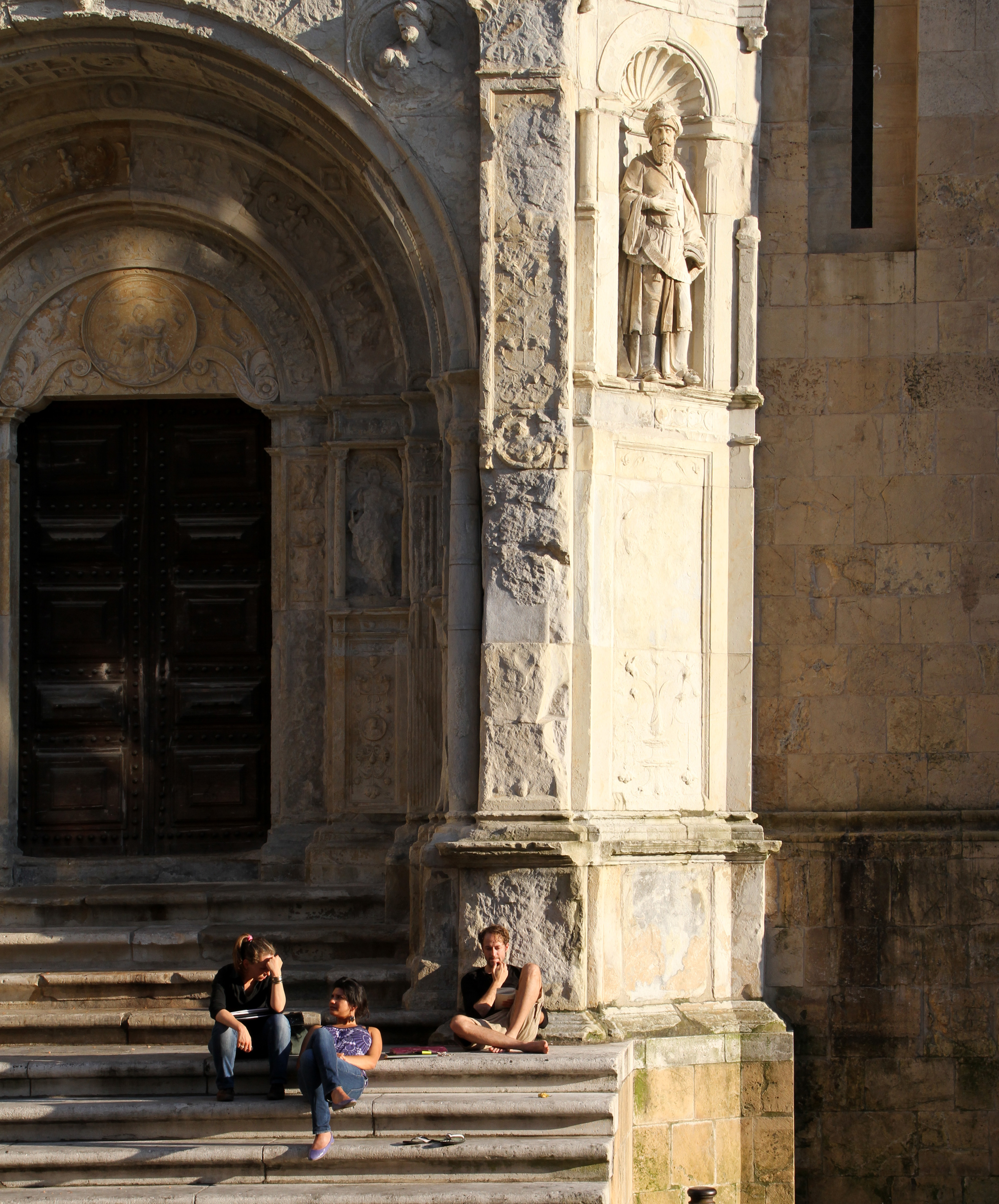
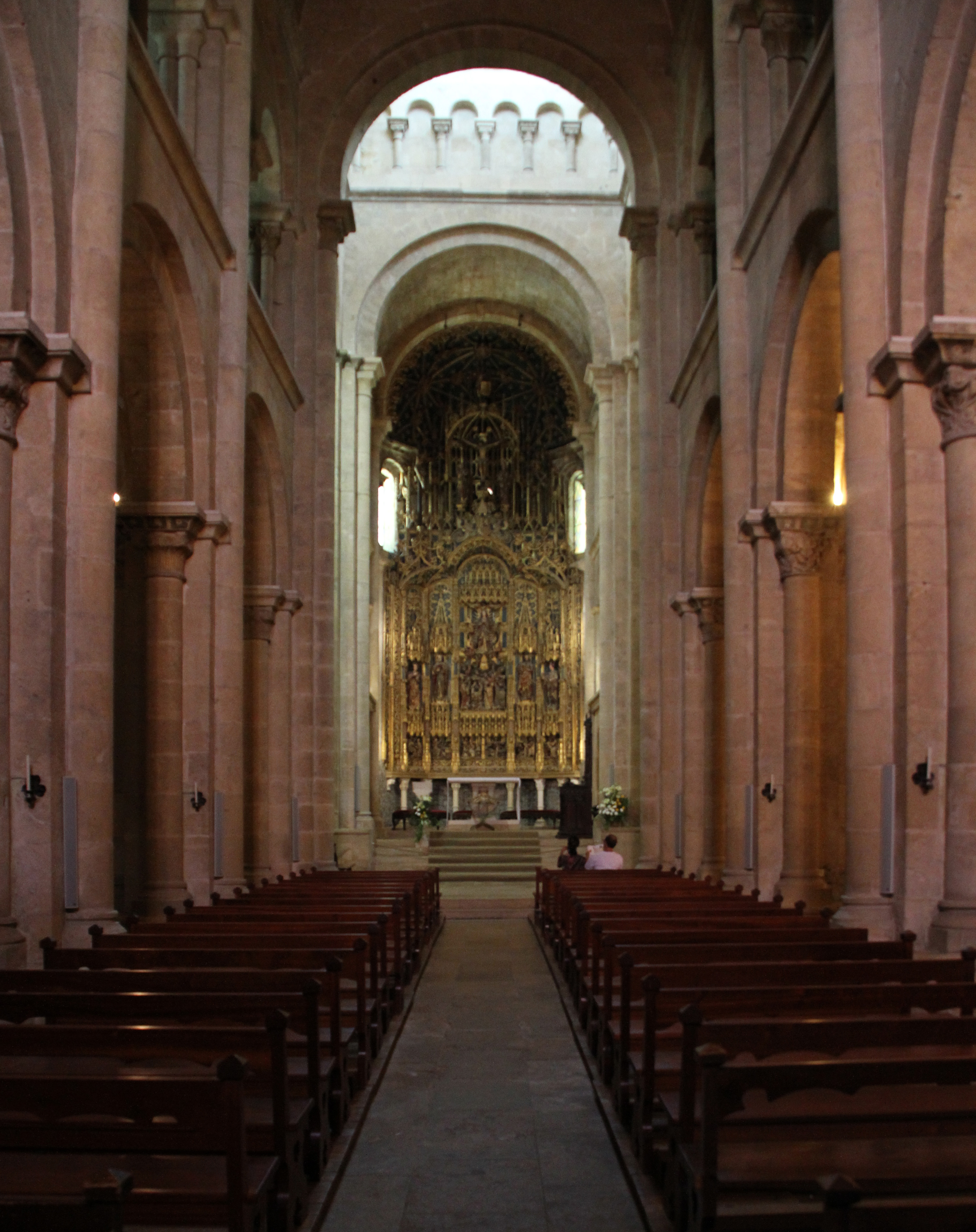
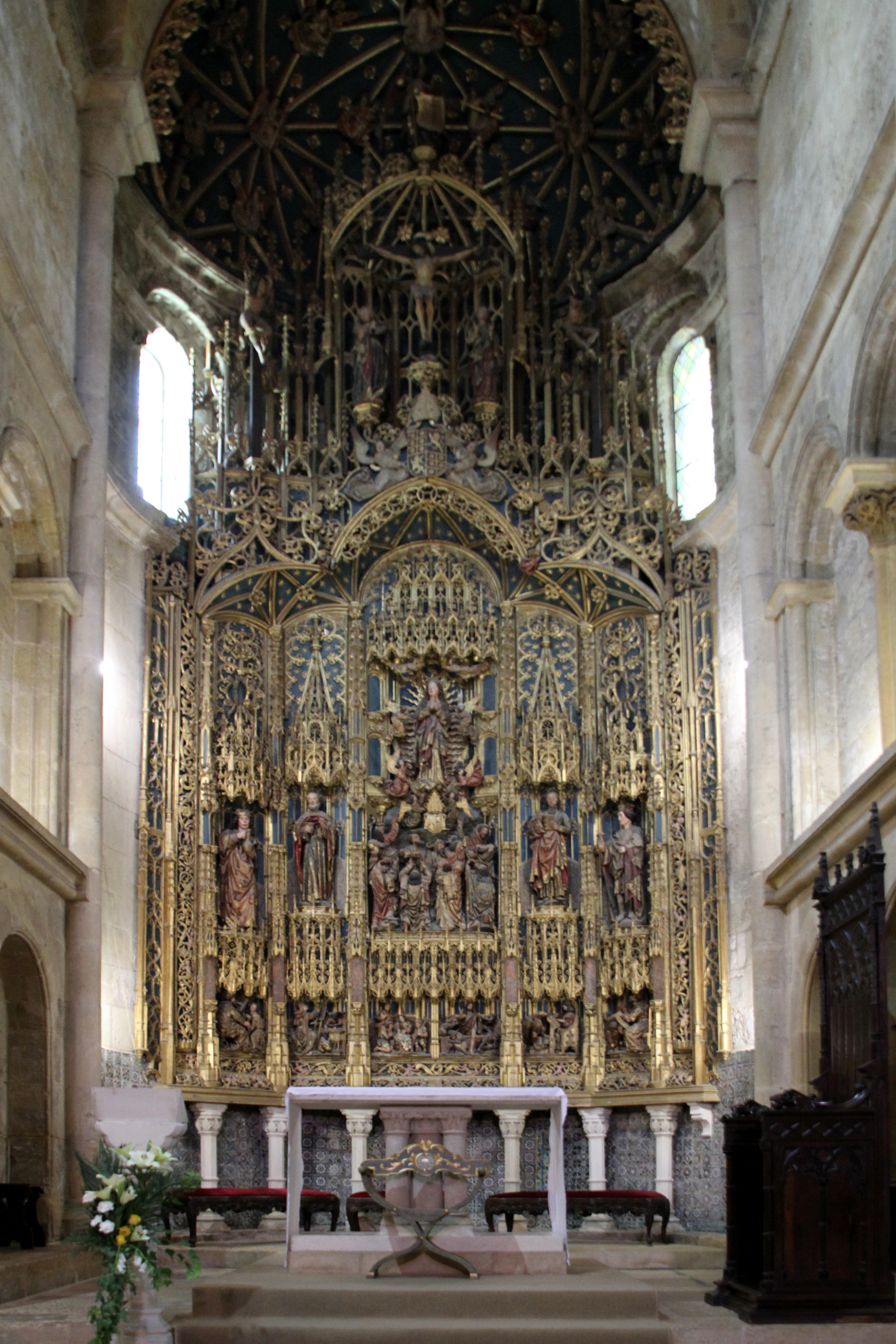
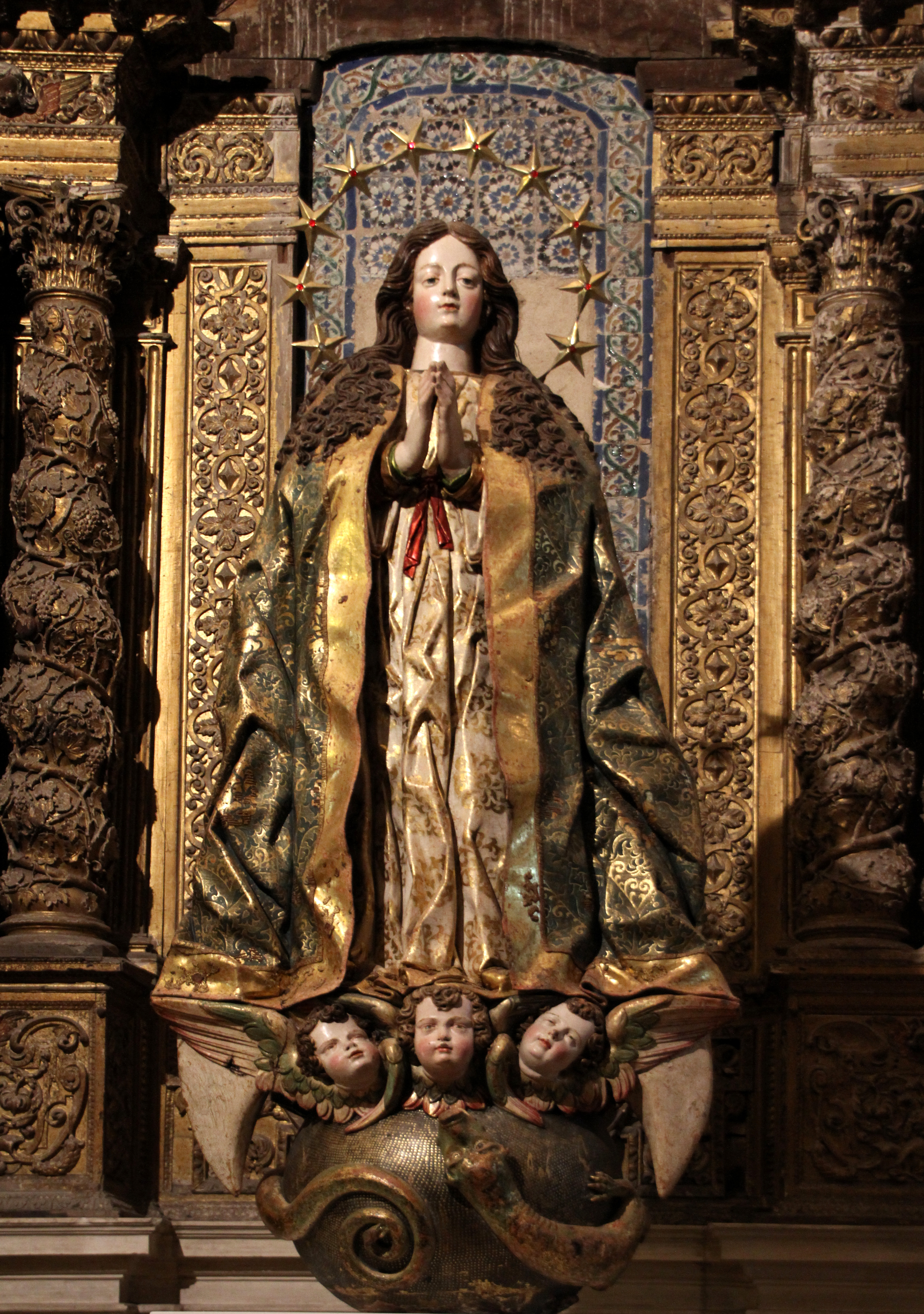